# جراد البحر الفروي
جراد البحر الفروي أو كركند فروي (الاسم العلمي: Palinurellus gundlachi) (يُسمى أحيانًا الكركند المرجاني)، هي قشريات صغيرة عشرية الأرجل، ترتبط ارتباطًا وثيقًا بالكركنديات الخُفية والكركند الشائك. قرونا الاستشعارية ليست ضخمة كما هو الحال في الكركند الشائك والخُفي، وأجسامها مغطاة بشعر قصير، ومن هنا جاء اسم جراد البحر الفروي. على الرغم من اعتبارها في السابق فصيلة منفصلة (Synaxidae Spence Bate، 1881)، فقد أُدرج جراد البحر الفروي ضمن فصيلة الكركند الشائك في عام 1990. أكدت دراسات علم النسالة الجزيئية اللاحقة أن أجناس جراد البحر الفروي لا تشكل مجموعة طبيعية وكلاهما متداخل بين أجناس الكركند الشائك في فصيلة الكركنديات الشائكة Palinuridae. تضم الفصيلة الآن جنسين من جراد البحر الفروي وعشرة أجناس من الكركند الشائك.

## التصنيف
هناك جنسان، يشتملان على ثلاثة أنواع
- Palinurellus gundlachi إدوارد فون مارتنز, 1878 – جراد البحر الفروي الكاريبي، يوجد في البحر الكاريبي وساحل المحيط الأطلسي في أمريكا الجنوبية؛ سماه خوان غندلاش
- Palinurellus wieneckii (De Man  [لغات أخرى]‏, 1881) – جراد البحر الطوبيني، ينتشر في المحيطين الهندي والهادئ
- Palibythus magnificus  [لغات أخرى]‏ P. J. F. Davie, 1990 – جراد البحر الفروي الموسيقي، من جنوب المحيط الهادئ (وصف في الأصل من ساموا)